# ترورو
latitudeتروروlongitudeترورو
پیتربورو (به انگلیسی: Truro) شهری کوچک است در انگلستان واقع در ناحیه جنوب غربی انگلستان. جمعیت این شهر ۱۷٬۴۳۱ نفر است.

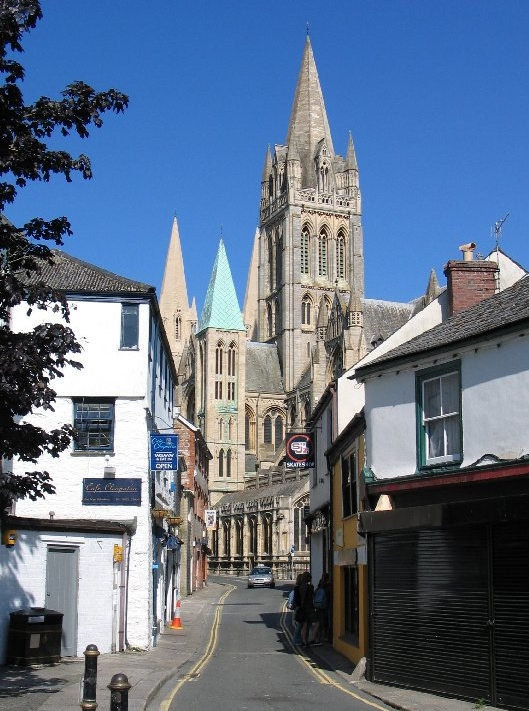
کلیسا جامع شهر ترورو